# برابريتشي
برابريتشه (بالإنجليزية: Prapreče) هي مستوطنة تقع في بلدية تربوفليه في وسط سلوفينيا. تقع المستوطنة في الجزء الأوسط من سلوفينيا السفلى التاريخية، وتنتمي الآن إلى المنطقة الإحصائية الوسطى السفلى.
تقع برابريتشه على الضفة اليمنى لنهر سافا، شمال غربي وسط مدينة تربوفليه. كانت في السابق قرية مستقلة، ولكنها أُدمجت مع مدينة تربوفليه في عام 1953، ثم أعيد فصلها لاحقًا كمستوطنة مستقلة.